# Condado de Greenwood (Kansas)
O Condado de Greenwood é um dos 105 condados do Estado americano de Kansas. A sede do condado é Eureka, e sua maior cidade é Eureka. O condado possui uma área de 2 985 km² (dos quais 33 km² estão cobertos por água), uma população de 7 673 habitantes, e uma densidade populacional de 3 hab/km² (segundo o censo nacional de 2000). O condado foi fundado em 25 de agosto de 1855.